# Wartau
Wartau é uma comuna da Suíça, no Cantão São Galo, com cerca de 4.926 habitantes. Estende-se por uma área de 41,74 km², de densidade populacional de 118 hab/km². Confina com as seguintes comunas: Balzers (LI), Flums, Mels, Sargans, Sevelen, Triesen (LI), Walenstadt.
A língua oficial nesta comuna é o Alemão.